# Hervé Laudrin
Hervé Laudrin, dit l’abbé Laudrin, né le 23 mars 1902 à Locminé (Morbihan) et décédé le 19 mars 1977 à Locminé, est un ecclésiastique et homme politique français.

## Biographie

### Formation et entrée en religion
Après des études à Locminé, puis à Saint-François Xavier à Vannes au Petit séminaire et au Grand séminaire, il est ordonné prêtre le 1er juillet 1926. Il poursuit ensuite ses études à Angers et obtient une licence de philosophie en 1927.
De retour en Bretagne, l'abbé Laudrin devient professeur au Collège Saint-Louis à Lorient et secrétaire des œuvres diocésaines pendant un an. Devenu vicaire de la paroisse Saint-Louis, il fonde avec le notaire Joseph Brisset en 1934 le Cercle d'Éducation Physique (CEP) de Lorient dont il engage la section football en championnat de district. En quatre ans et sans échec, cette équipe monte de la 3e division du Morbihan à la division d’Honneur.

### La Résistance
Réformé, Hervé Laudrin participe cependant à la Seconde Guerre mondiale comme aumônier volontaire. Fait prisonnier, il rentre en France en août 1941, libéré au titre de la Croix-Rouge. Dès son retour, il rejoint les rangs de la Résistance. Traqué par l’occupant, il décide de gagner l’Espagne, le Portugal, le Maroc et enfin l’Algérie en juillet 1943. Le 20 juillet, il intègre les Forces françaises libres du général Larminat, dont il est nommé aumônier divisionnaire par le général de Gaulle. Ce dernier le décore de la Légion d’honneur à titre militaire le 19 mai 1945 à Stuttgart devant 50 000 hommes de troupe. Il reçoit également la croix de guerre 1939-1945 et la médaille de la France libre.
Après la guerre, l’abbé Laudrin revient à Lorient où il reprend la direction du CEP qu’il garde jusqu’en 1961. Ses relations sont homériques et rivales avec Henri Bisson (qui dirigeait le Stade lavallois) au sein de la LOFA.

### Vie politique
Après autorisation épiscopale, il se présente aux élections législatives de 1958 et est élu le 30 novembre 1958 député UNR de la troisième circonscription du Morbihan. Réélu le 18 novembre 1962, le 5 mars 1967, le 23 juin 1968 et le 11 mars 1973, Hervé Laudrin est le dernier ecclésiastique à avoir siégé à l’Assemblée nationale. Membre du groupe UNR puis UDR, il reste député du Morbihan jusqu'à son décès le 19 mars 1977.
Le 7 juin 1962, l’abbé Laudrin est élu représentant de la France au Parlement européen. Il est constamment réélu par la suite.
Au niveau local, Hervé Laudrin est élu conseiller général du canton de Locminé le 23 septembre 1967, puis le 24 septembre 1973. Le 19 mars 1965, il est élu maire de Locminé après avoir gagné les élections municipales au premier tour le 14 mars. Mis en ballotage pour la première fois en 1977, il décède entre les deux tours de scrutin, la veille de sa probable réélection à la magistrature municipale.
Il était réputé pour son sens exceptionnel de la repartie et de la formule.

## Mandats
- Maire de Locminé de 1965 à 1977
- Conseiller général du canton de Locminé de 1967 à 1977
- Député gaulliste du Morbihan de 1958 à 1977
- Représentant de la France au Parlement européen de 1962 à 1977

## Décorations
- Chevalier de la Légion d'honneur[4]
- Croix de guerre 1939–1945[4]
- Médaille commémorative des services volontaires dans la France libre